# 覆舟火山
覆舟火山是印度尼西亞的活火山，位於西爪哇省首府萬隆以北30公里，高度海拔2,200米，是著名的旅遊勝地，遊客可步行或乘車到火山口的邊緣，最近一次火山爆發在2019年。

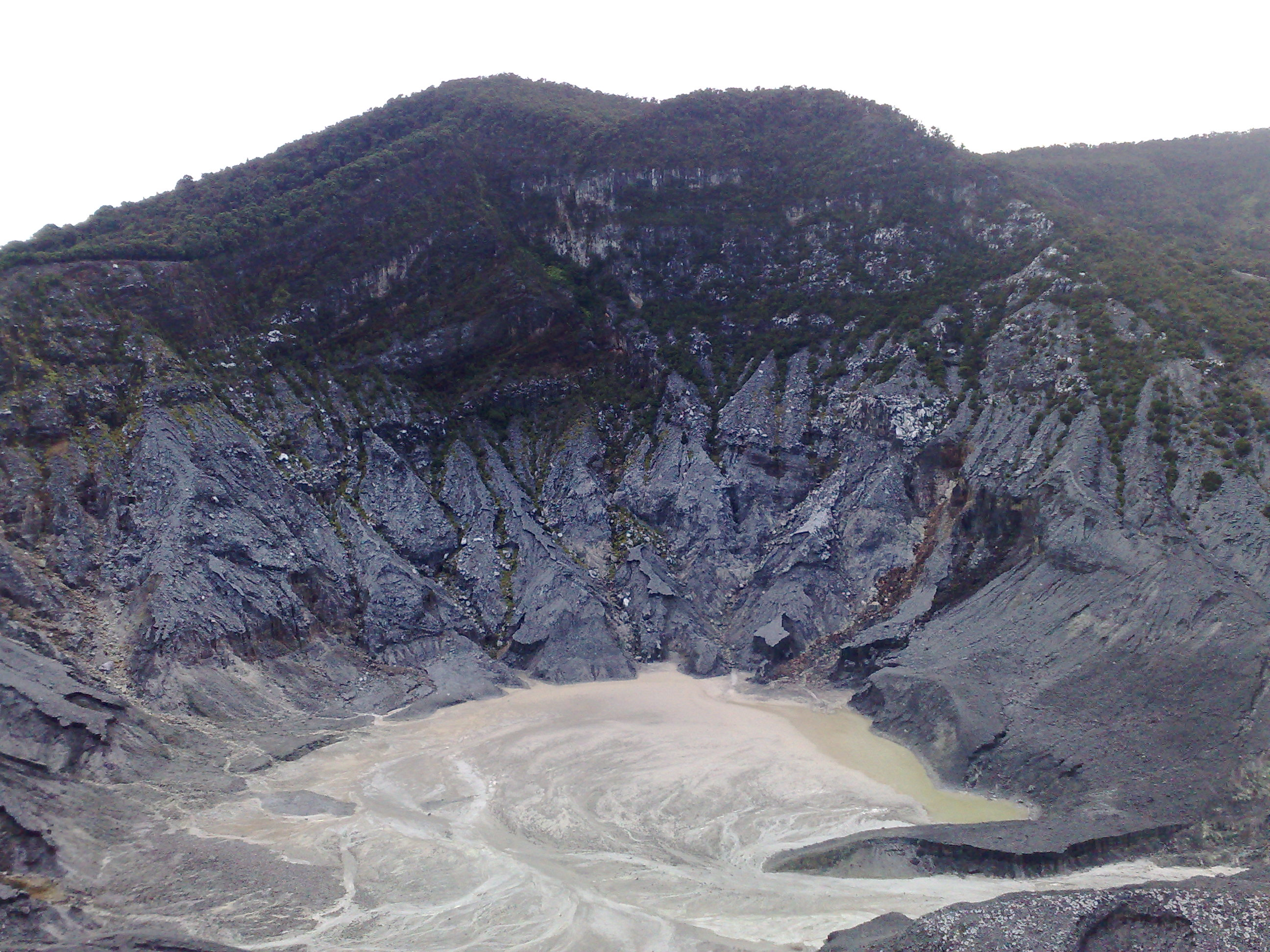
覆舟火山口

## 外部連結
- Volcano World: Tangkuban Perahu （页面存档备份，存于）
- （页面存档备份，存于）